# Боевик (Северо-Казахстанская область)
Боевик (каз. Боевик) — упразднённое село в Жамбылском районе Северо-Казахстанской области Казахстана. Входило в состав Архангельского сельского округа. Ликвидировано в 2000-е годы.
В 3 км к северу от села находится озеро Кривое.

## Население
По данным переписи 1999 года, в селе проживало 140 человек (67 мужчин и 73 женщины).